# Tombe du Licteur

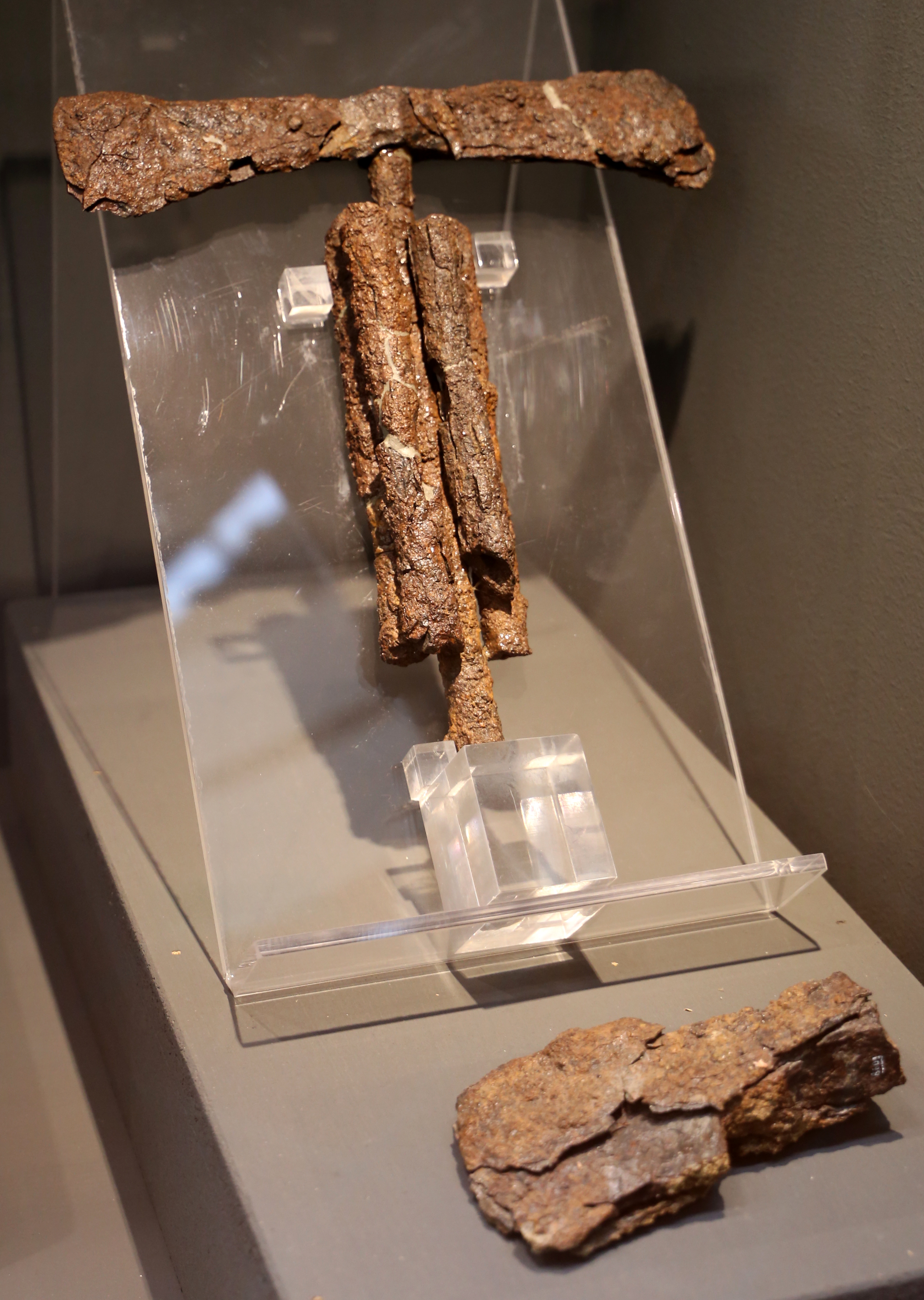

La tombe du Licteur (en italien : tomba del littore) est une tombe étrusque découverte en 1897 près de Vetulonia, sur le site de la nécropole des Aquastrini.
Elle doit son nom à des vestiges en fer  de  labrys (hache bipenne) et de fasces (faisceaux),  attributs du  licteur. 
Découverte à la fin du  XIXe siècle par Isidoro Falchi, cette tombe, datant de 680 av. J.-C., est du type dit des « cercles de tombes » délimitée par des pierres ; elle présentait une  fosse recouverte de pierre et de terre, avec sur le dessus, les vestiges d'un char de guerre (bandages de fer des roues, fragments de feuilles de bronze des bords illustrées d'animaux, de fleurs de lotus, de palmettes de style orientalisant...) et d'objets courant du mobilier funéraire (fibules d'or...).
Ces vestiges sont conservés aujourd'hui au Musée archéologique national de Florence.